# Ernodea littoralis
Ernodea littoralis är en måreväxtart som beskrevs av Olof Swartz. Ernodea littoralis ingår i släktet Ernodea och familjen måreväxter. Inga underarter finns listade i Catalogue of Life.